# Efulensia clematoides
Efulensia clematoides är en passionsblomsväxtart som beskrevs av Charles Henry Wright. Efulensia clematoides ingår i släktet Efulensia och familjen passionsblomsväxter. Inga underarter finns listade i Catalogue of Life.